# Marca personal educativa
La Marca personal educativa es la aplicación de la marca personal (es decir, la forma en la que las personas perciben a uno mismo cómo desempeñas tus acciones, cómo interactúas con el mundo, la manera en que te relacionas con las demás personas y, en general, todo lo que tiene que ver con las relaciones entre el ser humano) en el campo de la educación. Así pues, la marca personal educativa es el conjunto de estrategias que permiten al docente gestionar sus actitudes y aptitudes y se encuentra relacionada con la consideración del docente por parte de la comunidad educativa como una figura valiosa, fiable y auténtica.
La marca personal permite al individuo gestionar sus aptitudes y actitudes académicas, sociales y personales. Una marca puede ser temporal, pero una marca personal es para siempre. Además, cabe decir que una marca personal también hace referencia a la huella que dejamos en los demás. La marca personal es lo que se genera en los demás por nuestra manera de ser y de estar, y engloba lo siguiente:
1. La forma en que es (personalidad, principios y valores).
2. La forma en que actúa (comunicación verbal/no verbal).
3. La forma en que realiza su trabajo.

En otras palabras, si no hay percepción por los sentidos de la marca, no existe como tal. La marca es cómo los demás ven a un individuo: incluyendo lo que se ve tangencialmente y lo que se piensa del individuo.

## Importancia de la marca personal en la educación

### Visión general
En la sociedad actual, es importante que el docente construya su marca personal debido a factores como el absentismo escolar, todas las distracciones a las que los alumnos están sometidos y la escasa motivación en las aulas. Un docente con una marca personal cuidada es más probable que consiga captar y motivar al alumnado, conectando más íntimamente con toda la comunidad educativa. Es necesario que este tipo de componentes se tengan también en cuenta a la hora de dar una clase a los alumnos, pues cada docente tiene su marca personal en el desempeño de su rol y sus funciones.

### Marca personal y las TIC
En el ámbito educativo las redes sociales se han convertido en herramientas imprescindibles para motivar y hacer a los/as alumnos/as nativos digitales. Estos recursos, además, ayudan a los/as docentes a construir su propia “marca personal”, poder conectarse con los/as alumnos/as y con los/as compañeros/as de la profesión mediante distintas plataformas. Es muy importante relacionar las TIC con la marca personal de cada docente, ya que ante la creciente importancia de las mismas, juegan cada vez un rol más determinante en las marcas personales educativas de cada profesor.

### Aportación de la marca personal educativa a la docencia
Cabe destacar las siguientes ventajas de una marca personal educativa:
- Mejora la reputación online del docente. La marca personal online aumenta el prestigio entre la comunidad educativa.
- Conecta al docente con los alumnos. Utilizar las mismas herramientas TIC que sus estudiantes permite al docente llegar más fácilmente a ellos y a sus intereses.
- Transmite conocimiento y experiencias. El prestigio de la marca personal se encuentra en todo el conocimiento y las experiencias que comparte tanto mediante la comunicación verbal como la no verbal.
- Aumenta los contactos y las posibilidades profesionales. La marca personal docente da mayor visibilidad y puede ayudar en la búsqueda de oportunidades laborales.